# Fjodor Tjoettsjev

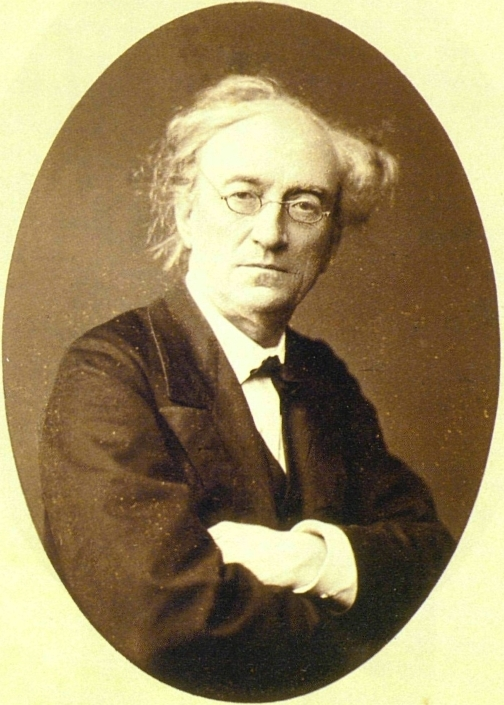
Fjodor Ivanovitsj Tjoettsjev, lithografie van V.A. Brockhaus, 1874

Fjodor Ivanovitsj Tjoettsjev (Russisch: Фёдор Иванович Тютчев) (Ovstoeg (Oblast Orjol), 23 november/5 december 1803), – Sint-Petersburg, 15 juli/27 juli 1873) was een Russisch dichter die na Aleksandr Poesjkin en Michail Lermontov wordt gezien als de laatste van de drie grote Russische dichters uit de 19e eeuw.
Tjoettsjev studeerde in Moskou, kreeg in 1822 een aanstelling bij het ministerie voor buitenlandse zaken in Sint-Petersburg en werkte daarna lange tijd bij de Russische ambassade in München en (vanaf 1838) in Turijn. In 1844 keerde hij terug naar Sint-Petersburg.
Zijn gedichten, die verzameld verschenen in 1868, onderscheiden zich door diepe gedachten, gevoelswarmte en volmaakte vorm. Tjoettsjev maakte zich ook verdienstelijk als vertaler van vooral Duitse dichters, onder wie Heinrich Heine, Johann Wolfgang von Goethe en Friedrich Schiller.
Bekend werd hij door een aforisme uit 1866 dat het Russische volkskarakter zeer goed beschrijft:
| Op Rusland krijgt het brein geen vat, zij gaat gewone norm te boven: zij meet zich met een eigen lat. In Rusland kan men slechts geloven. |  | Умом Россию не понять Аршином общим не измерить: У ней особенная стать - В Россию можно только верить. |

Hij schreef gedichten als "Весе́нняя гроза́" (vesennjaja groza, lentestorm), "Silentium", "Бессо́нница" (bessonnitsa, slapeloosheid), "Мальа́риа" (malaria) en "Мо́ре и утёс" (More i oetjos, de zee en de rots).